# Papa Grigore al V-lea
Papa Grigore al V-lea (n. 972 d.Hr., Ducatul de Saxonia – d. 23 februarie 999 d.Hr., Roma, Statele Papale) (în germană Gregor V.) a fost cel dintâi papă german al Romei (între 996 și 999) (numele său laic era, Bruno von Kärnten).